# Fényes Gyula
Fényes Gyula, születési és 1916-ig használt nevén Glancz Gyula (Miskolc, 1896. január 5. – Budapest, Józsefváros, 1964. február 3.) bőrgyógyász, belgyógyász, kórházi főorvos.

## Életpályája
Glancz Lipót (1867–1936) kávéházi üzlettulajdonos és Grósz Sarolta (1868–1930) fiaként született zsidó családban. Középiskolai tanulmányait a Miskolci Református Főgimnáziumban kezdte. 1911 körül családjával a fővárosba költöztek. A Budapesti VII. kerületi Barcsay utcai Magyar Királyi Állami Főgimnázium tanulója lett, s ugyanott 1915-ben érettségi vizsgát tett. Az első világháború idején, 1916. január 1-jén bevonult a 29. honvéd gyalogezredhez. A tiszti iskola elvégzése után, 1917 elejétől az orosz fronton harcolt Bukovinában a 301. gyalogezreddel. Tartalékos hadnagyként szerelt le. Több kitüntetésben részesült.
A budapesti Pázmány Péter Tudományegyetem Orvostudományi Karán folytatta tanulmányait. 1923. december 22-én avatták orvosdoktorrá. Ezt követően kétéves klinikai és kórházi gyakorlatot végzett. 1924-től a budapesti Gróf Apponyi Albert Poliklinika Bőrgyógyászati Osztályának asszisztense lett. 1929-ben jogosulttá vált a bőr- és bujabetegségek, két évvel később a belgyógyász szakorvos cím használatára. Az 1930-as évek második felétől poliklinikai állása mellett az Újpesti Gyermekkórház-Közkórház rendelő főorvosa volt. 1964 februárjában a budapesti VIII. kerületi Nemigondozó Intézet főorvosaként hunyt el. Halálát tüdőembólia és szívizomelhalás okozta.
A Farkasréti temetőben helyezték nyugalomra.

## Családja
Első felesége Meersand Malvina (1902–?), Meersand Júda és Grünberg Klára lánya volt, akit 1927. május 8-án Budapesten, az Erzsébetvárosban vett nőül. Lányuk Fényes Zsuzsanna. 1944 novemberében kikeresztelkedtek a római katolikus vallásra. A háborút követően elváltak. Második felesége, 1948-tól haláláig Dávid Ilona volt.

## Művei
- Syphilises betegek vérnyomása. (Gyógyászat, 1930, 44.)
- A Percain és Percainal alkalmazása a bőrgyógyászati gyógyításban. (Budapesti Orvosi Újság, 1934, 21.)
- A gyomorsavelválasztás zavarainak szerepe egyes bőrmegbetegedések kezelésében. (Budapesti Orvosi Újság, 1938, 18.)